# 詹姆斯·罗德韦尔
詹姆斯·罗德韦尔（英語：James Rodwell，1984年8月23日—），英国男子橄榄球运动员。他曾代表英国七人制国家队参加2016年夏季奥林匹克运动会七人制橄榄球比赛，获得一枚银牌。